# Comelles (Calders)
Comelles és una masia del municipi de Calders (Moianès) inclosa en l'Inventari del Patrimoni Arquitectònic de Catalunya.

## Descripció
És una masia de planta rectangular, situada en una petita coma, prop el riu Calders. Uns murs tanquen la masia, la lliça (amb corrals i magatzems adossats). La porta d'entrada, de mig punt, adovellada, dona pas a l'entrada, enllosada, amb quatre portes que condueixen al forn, el graner, l'estable, i el celler (avui encara en funcionament, ja que a la masia continuen fent vi). El primer pis és habitat i el segon són golfes. Els murs que tanquem la masia són de principis del s.XIX. el 1959 s'hi afegeixen altres cossos: galliners, corts... La casa, interiorment, no ha sofert reformes des de fa anys; les modificacions afecten més a la part exterior, tal com és la construcció de galliners i corrals. Construcció en pedra; parets mitjaneres en tàpia.

## Història
Aquest mas el trobem en documentació del fons de Sant Benet de Bages el 1112 quan Guillem Bernat i Adalendis, la seva muller, cedeixen als monjos les vinyes del mas Comelles, entre d'altres. L'edificació primitiva no correspon a l'actual cos residencial, sinó que, segurament, aquella es troba formant part d'una quadra que hi ha a la part dreta de la casa. Conserva encara les tines pel vi, la premsa (que encara es fan funcionar), dues piques d'oli (una d'elles amb la data de 1721), les bases de dues premses són de pedra.